# Cristo Rei (Lubango)

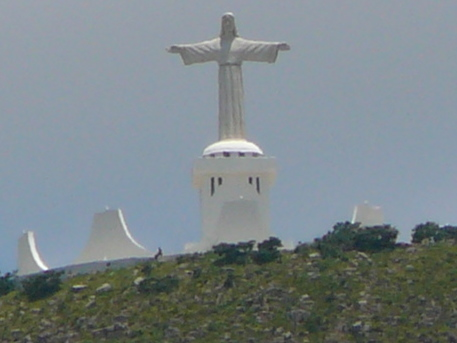
Cristo Rei in Lubango

Die Christo-Rei-Statue in Lubango befindet sich auf einer Erhebung oberhalb des geschlossenen Stadtgebietes von Lubango im Süden Angolas, in Richtung Humpata. Sie wurde ursprünglich als Verehrung des Christus König gedacht und zählt heute zu den bekanntesten Sehenswürdigkeiten des Landes. Die Statue breitet ihre Arme zur Stadt hin aus und ist von praktisch jedem Punkt Lubangos aus sichtbar. Sie steht seit 2014 als Nationaldenkmal (Monumento Nacional) unter Denkmalschutz.
2015 wurde unterhalb des Cristo Rei noch der Schriftzug „Lubango“ errichtet, in Anlehnung an das Hollywood Sign.

## Daten und Geschichte
Die Statue steht auf einer Höhe von 2100 Metern, auf dem Gipfel der Serra de Chela oberhalb der angolanischen Stadt Lubango, die von Siedlern aus der portugiesischen Insel Madeira 1885 gegründet wurde. Die ummauerte Anlage hat einen Durchmesser von etwa 30 Metern.
Aus den Kreisen dieser madeirastämmigen Bürger wurde 1957 auch die Errichtung des Cristo Rei finanziert und nach Plänen des madeirensischen Architekten Frazão Sardinha durchgeführt.

## Einordnung
Die Statue wurde von seinen zwei bekannten Vorgängern inspiriert, dem Cristo Redentor in Rio de Janeiro (ab 1931 errichtet) und dem Cristo Rei in Almada gegenüber der portugiesischen Hauptstadt Lissabon (1949–1959 errichtet). Sie steht damit in der Tradition einer Reihe Christusstatuen in der portugiesischsprachigen Welt, etwa der Cristo Rei in der osttimoresischen Hauptstadt Dili (1988 errichtet) oder der Cristo Rei von Garajau auf Madeira (1927 errichtet).
In Angola existiert eine weitere, jedoch kleinere Christusstatue, in der einige hundert Kilometer weiter östlich gelegenen Stadt Camacupa.